# Cercanías Bilbao

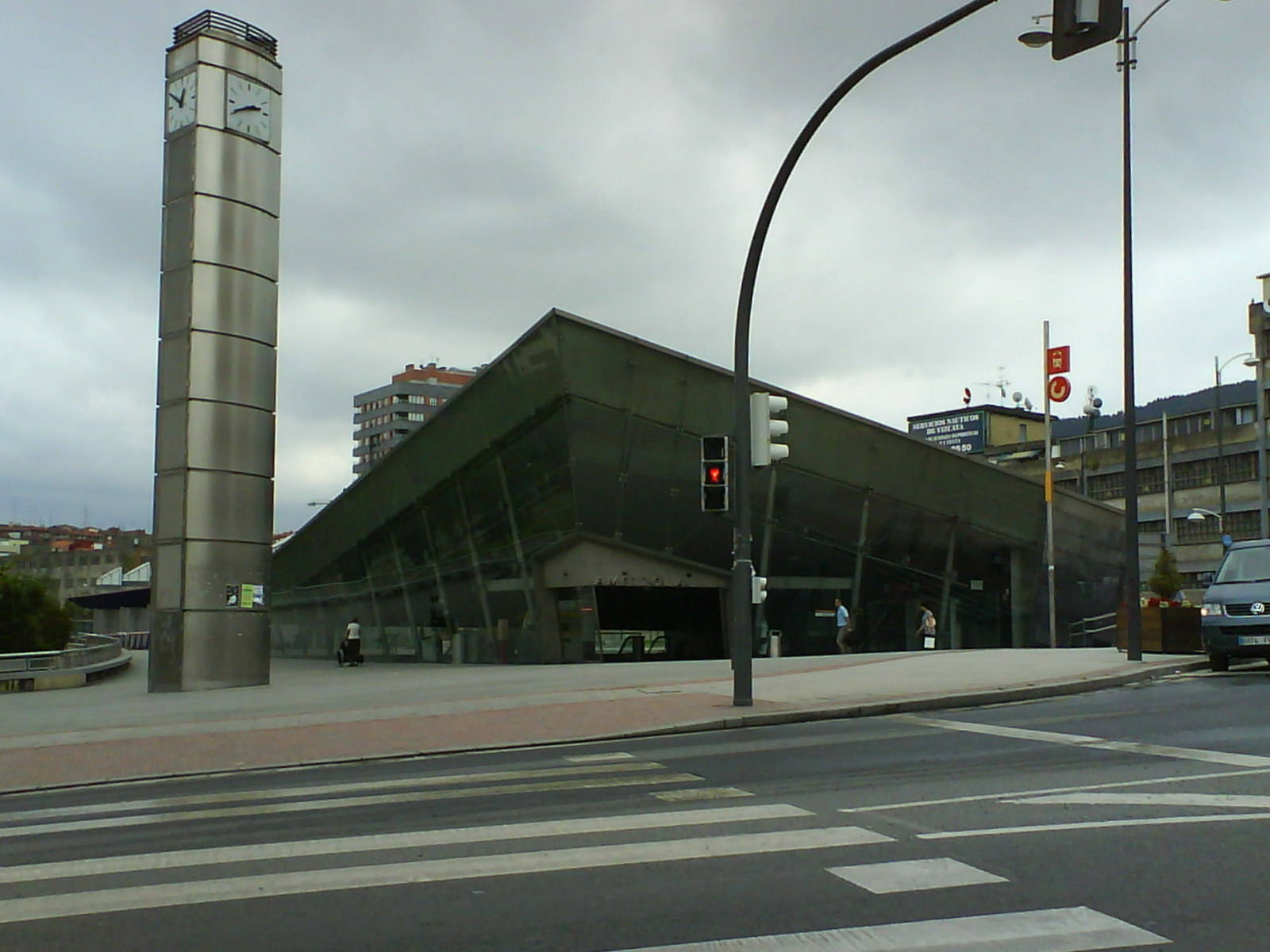
Exteriores de la estación de Amézola.

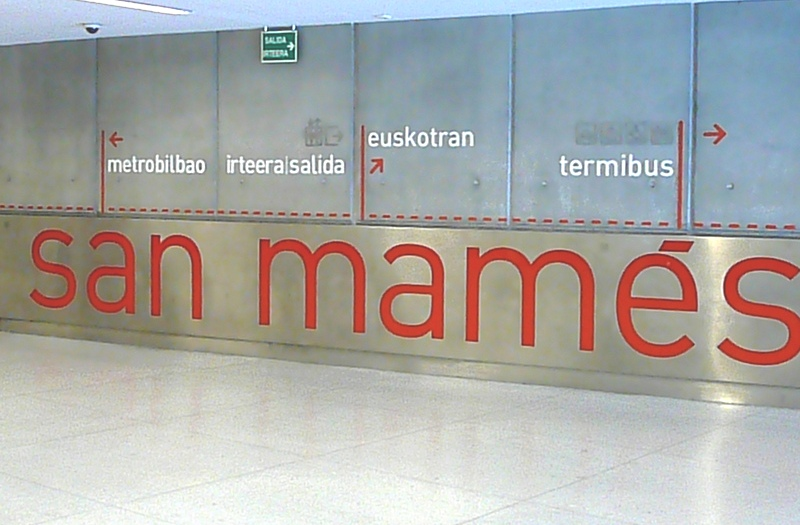
Vestíbulo del intercambiador de San Mamés.

Renfe Cercanías Bilbao, también denominada Renfe Aldiriak Bilbo en euskera, es una red de transporte público suburbano por ferrocarril operada por Renfe Cercanías, división comercial de la empresa estatal Renfe, que une la villa de Bilbao (España) con otras localidades bajo su influencia, principalmente en el oeste y sur de Vizcaya y en el norte de Álava. Mediante diversos puntos de correspondencia con otros ferrocarriles, está integrada en el núcleo de cercanías de la ciudad, junto con las redes de más operadores, como Metro Bilbao y Euskotren. Esta red concreta, en su conjunto, está compuesta por cuatro líneas: C-1, C-2, C-3 y C-4.
Tres de los cuatro trayectos ofrecidos tienen como punto de origen común la estación de Abando Indalecio Prieto, denominada «Bilbao Abando» en la red de cercanías; son ellas, por ende, las únicas líneas de este tipo de transporte que dan servicio directamente en la propia estación ferroviaria central de la villa (su única terminal para servicios de larga distancia). Esta circunstancia, debida a motivos históricos, se vincula al desarrollo de los primeros ferrocarriles de ancho ibérico de la ciudad. El trayecto de la línea C-3 se ofrece por el trazado hasta Orduña del Ferrocarril Castejón-Bilbao (o de Bilbao a Tudela), decano de los ferrocarriles que alcanzaron Bilbao, cuya cabecera fue establecida en dicha estación ya desde su inauguración en 1863; mientras, los trayectos de las actuales líneas C-1 y C-2 se prestan por el conocido tradicionalmente como Ferrocarril de Bilbao a Portugalete y Triano (BPT), que hoy enlaza Bilbao con Santurce (C-1) y Musques (C-2) con un tramo común hasta Baracaldo, y cuya cabecera original se encontraba en la estación de Bilbao-La Naja, muy próxima a la de Abando y hoy desmantelada. A partir de 1999, tras la reconversión y aprovechamiento de un ramal que durante décadas había unido ambos ferrocarriles solo para el transporte de mercancías, pudo unificarse el inicio de las tres líneas de cercanías de la antigua RENFE en la mencionada estación principal, centralizando así todas las operaciones de la compañía en Bilbao, reforzando integralmente la intermodalidad entre todos sus servicios, y, asimismo, ofreciendo trenes de cercanías en zonas populosas de Bilbao que, hasta el momento, habían carecido de tal servicio. 

La cuarta línea, un ferrocarril de ancho métrico, es la C-4 entre Bilbao y Valmaseda, a la que se unen los servicios regionales de las líneas R-3 (a Santander) y R-4 (a León) de la misma unidad operativa de Renfe. Se trata de los únicos trayectos regionales y/o de cercanías ofrecidos en Vizcaya por ancho métrico que no son explotados por Euskotren Trena. La terminal en Bilbao de todos ellos es la estación de Bilbao Concordia, adyacente a la de Abando y ubicada geográficamente entre ella y la desmantelada terminal de La Naja. 

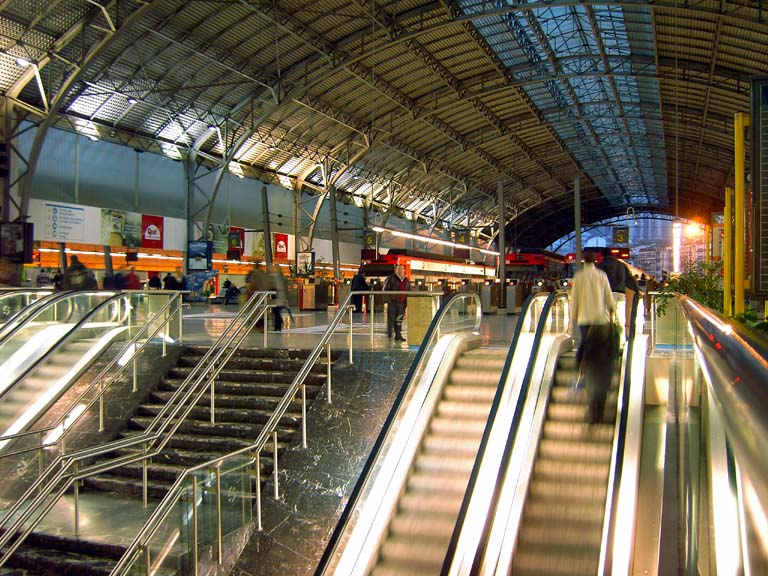
Interior de la estación de Bilbao Abando.

## Red actual y correspondencias
| Línea | Recorrido                     | Estado       | Longitud  | Estaciones |
| ----- | ----------------------------- | ------------ | --------- | ---------- |
|       | Bilbao-Abando - Santurce      | En operación | 13,6 km   | 14         |
|       | Bilbao-Abando - Musques       | En operación | 21 km     | 18         |
|       | Bilbao-Abando - Orduña        | En operación | 40,3 km   | 22         |
|       | Bilbao-Concordia - La Calzada | En operación | 33,5 km   | 20         |
| Total | Total                         | Total        | 100,5 km* | 63*        |

*: Las líneas C-1 y C-2 tienen un tramo común entre las estaciones de Abando y Desierto-Baracaldo, de 7,9 kilómetros de largo, que cuenta con 9 estaciones. Ambas líneas comparten la estación de Amézola con la línea C-4 y Bilbao-Abando con la C-3.

### Descripción de las líneas y proyectos futuros

#### Línea C-1: Bilbao Abando – Santurce
La línea C-1, la más concurrida de las tres, pertenece al antiguo Ferrocarril de Bilbao a Portugalete y Triano (BPT) y recorre la Margen Izquierda de la ría de Bilbao. Circulan por ella, además de los trenes de cercanías, mercantes con destino al puerto de Bilbao, al que se accede por un ramal que comienza pocos metros antes de la estación de Santurce, final de la línea. Dicho ramal pasa también por Ciérvana que no tiene servicio de pasajeros y no hay ningún proyecto para ampliar la línea de pasajeros hasta ahí.

#### Línea C-2: Bilbao Abando –  Musques
La línea C-2 también pertenece al antiguo Ferrocarril de Bilbao a Portugalete y Triano y recorre la comarca conocida como Zona Minera, en la que antaño existieron numerosos ferrocarriles cuya función principal era dar servicio de transporte a las muchas minas de hierro de la zona. Se preveía que circulasen por ella, además de los trenes de cercanías, trenes mercantes con destino al puerto de Bilbao (para la supresión de un paso a nivel en Santurce), al que se accedería a través del nuevo túnel del monte Serantes pero al ser esta línea de vía única y tener pocos apartaderos se hace inviable. Además, existe una reivindicación ciudadana que busca extender la línea hasta Castro-Urdiales e incluso hasta la zona de Laredo, Colindres y Treto (conexión con Cercanías Cantabria), en Cantabria, debido a la gran multitud de gente que vive en las localidades de la cantabría oriental y trabaja en localidades del Gran Bilbao en Vizcaya.

#### Línea C-3: Bilbao Abando –  Orduña
La línea C-3 recorre el valle del Nervión y pertenece al antiguo Ferrocarril de Bilbao a Tudela. Circulan por ella, además de los trenes de cercanías, todos los trenes de ancho ibérico que comunican Vizcaya con la Meseta, tanto mercantes como trenes de Larga Distancia de Renfe.

#### Línea C-4: Bilbao Concordia - La Calzada
La línea C-4 es la menos concurrida de las cuatro, y la única que circula por vías de ancho métrico en la red de cercanías de Bilbao. Recorre las áreas de Bilbao, Alonsótegui, Güeñes, Zalla y Valmaseda. Circulan por ella, además de los trenes de cercanías, todos los trenes de ancho métrico que comunican Vizcaya con la cornisa cantábrica al oeste (siendo las del este de Euskotren), tanto mercantes como trenes de Media Distancia de Renfe.

### Correspondencias en la línea C-1
- Bilbao-Abando

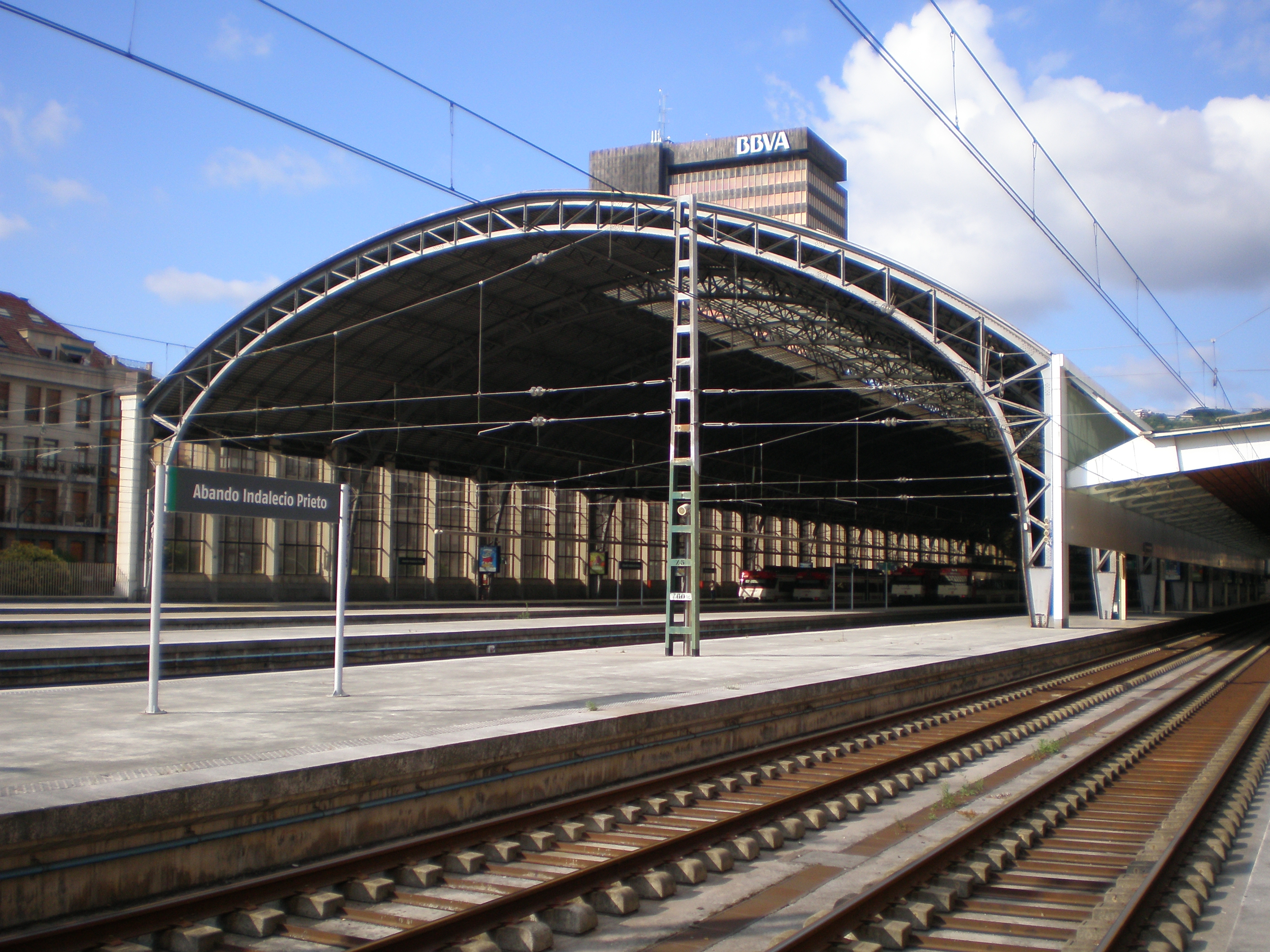
Estación de Abando Indalecio Prieto.

  - Líneas C-2 y C-3 de Renfe Cercanías
  - Metro Bilbao líneas 1 y 2
  - Euskotren Tranbia línea TR
  - Renfe Cercanías AM
  - Bizkaibus
  - Bilbobus

- Amézola
  - Línea C-4 de Renfe Cercanías

- San Mamés
  - Metro Bilbao líneas 1 y 2
  - Euskotren Tranbia línea TR
  - Estación de Bilbao Intermodal
  - Bilbobus
  - Bizkaibus

- Luchana
  - Bizkaibus

- Baracaldo
  - Línea C-2 de Renfe Cercanías
  - Bizkaibus
  - Kbus

- Portugalete
  - Puente Colgante

- Santurce
  - Bizkaibus

### Correspondencias en la línea C-2
- Bilbao-Abando
  - Líneas C-1, C-3 y C-4 de Renfe Cercanías
  - Metro Bilbao líneas 1 y 2
  - Euskotren Tranbia línea TR
  - Bizkaibus

- Amézola 
  - Línea C-4 de Renfe Cercanías

- San Mamés
  - Metro Bilbao líneas 1 y 2
  - Euskotren Tranbia línea TR
  - Estación de Bilbao Intermodal
  - Bilbobus
  - Bizkaibus
- Luchana
  - Bizkaibus

- Baracaldo
  - Línea C-1 de Renfe Cercanías
  - Bizkaibus
  - Kbus

- Musques
  - Bizkaibus

### Correspondencias en la línea C-3
- Bilbao-Abando
  - Líneas C-1, C-2 y C-4 de Renfe Cercanías
  - Metro Bilbao líneas 1 y 2
  - Euskotren Tranbia línea TR
  - Bizkaibus
  - Bilbobus

- Arrigorriaga
  - Bizkaibus

### Correspondencias en la línea C-4
- Bilbao - Concordia
  - Líneas C-1, C-2 y C-3 de Renfe Cercanías
  - Metro Bilbao líneas 1 y 2
  - Euskotren Tranbia línea TR
  - R3 y R4 de Renfe Cercanías AM
  - Bizkaibus
  - Bilbobus
- Amézola
  - Líneas C-1 y C-2 de Renfe Cercanías

- Basurto Hospital
  - Líneas C-1 y C-2 de Renfe Cercanías
  - Euskotren Tranbia línea TR

- Castrejana
  - Bizkaibus
  - Bilbobus
- Irauregi
  - Bizkaibus

- Zaramillo
  - Bizkaibus

- Sodupe
  - Bizkaibus
- Artxube
  - Bizkaibus
- Lambarri
  - Bizkaibus

- Gueñes
  - Bizkaibus

- Aranguren
  - R3, R3b y R4 de Renfe Cercanías AM

- Aranguren Apeadero
  - Bizkaibus

- Zalla
  - Bizkaibus

- Ibarra
  - Bizkaibus

- Herrera
  - Bizkaibus
- Valmaseda
  - R4 de Renfe Cercanías AM

## Historia

### Evolución general de la red
Cabe destacar que desde la finalización de las 4 líneas que comprenden la red de Renfe Cercanías Bilbao a principios del siglo XX apenas hubo inversiones o mejoras en el trazado hasta finales de los años 90, más allá de tareas de electrificación, mantenimiento o traslado de unos metros de algunas estaciones o apeaderos. Tal fue así, que los tiempos de viaje siguieron siendo muy similares durante más de 40 años mientras a su vez se construían carreteras nuevas que reducían ese tiempo de viaje respecto al ferrocarril. La única modificación en el trazado se produjo en la línea C-1 tras la ampliación, el 21 de diciembre de 1926, hasta Santurce y su ramal al puerto mediante un túnel de 1 km en vía única que atravesaba prácticamente todo Portugalete. Ello provocó la supresión de la antigua estación de Portugalete el 14 de julio de 1957 debido a que en ella los trenes debían hacer una inversión de marcha para continuar su recorrido construyéndose en su lugar dos estaciones: una antes y otra después del túnel. Ya en los años 70 se construyó un segundo túnel paralelo en dicho tramo para que se pudiese explotar esa línea con facilidad en doble vía y aumentar su capacidad siendo la inversión más costosa desde la finalización de las líneas hasta 1999.

En estos planos se muestra la evolución de la red de Renfe Cercanías Bilbao (1957-1999, 1999-2002, 2002-2023 y desde 2023):

### Variante Sur Ferroviaria (C-1 y C-2)

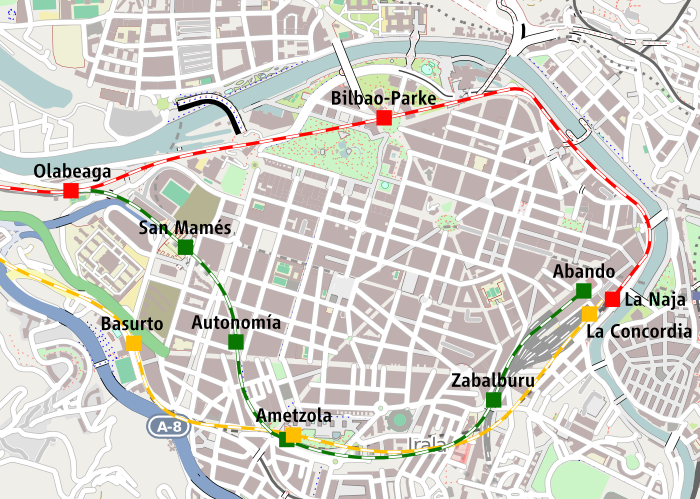
Variante Sur Ferroviaria en Bilbao.
Trazado original
Trazado tras la construcción de la Variante Sur Ferroviaria.
Trazado de ancho métrico.

En marzo de 1999, la red de Renfe Cercanías en Bilbao dio un gran cambio gracias al trabajo de Bilbao Ría 2000, con el que se inauguraron cuatro nuevas estaciones en el centro de Bilbao, que hoy día componen la Variante Sur Ferroviaria para cercanías de Bilbao.
Con este cambio, se cerró la estación de Bilbao-La Naja, creándose una nueva línea en el tramo aún abierto (Línea C-4 Olabeaga-Bilbao-Parke/Guggenheim). Asimismo se inauguraron las nuevas estaciones de las líneas C-1 y C-2, de las cuales tres son subterráneas. Las nuevas estaciones inauguradas fueron:
- San Mamés
- Autonomía
- Amézola
- Zabalburu

Por su parte, la estación terminal pasó de ser Bilbao-La Naja a la actual, Bilbao-Abando, donde ya llegaban los trenes de la Línea C-3 y de Larga Distancia de Renfe.
Posteriormente, en el año 2002, se cerró la Línea C-4 por motivos urbanísticos, liberando terreno para la construcción de la Línea A de tranvía en Bilbao. Además, dado que el motivo principal del uso de ese desvío era el del tráfico de mercancías esa tarea se llevó a la nueva terminal de Bilbao-Mercancías en Santurce (los mercancías hacían un cambio de sentido en Olabeaga u ocasionalmente en la playa de vías de Desierto-Baracaldo). Parte del trazado de la C-4, ya urbanizado, se aprovechó para crear la primera línea de EuskoTran, la Línea A del Tranvía de Bilbao (en superficie). Hoy, desde el puente del Arenal se pueden ver los restos de lo que fue la antigua estación terminal de Bilbao La Naja, y desde el puente Euskalduna un pequeño tramo de la desmantelada línea C-4 (anteriormente de la C-1), hoy en desuso.
Incluso se estudió la construcción de un anillo circular por debajo del antiguo trazado suprimido pero quedó desechado debido a que se cruzaba con Metro Bilbao a la altura de estación de Abando y la Ría de Bilbao y había que soterrar mucho las vías provocando un sobrecoste que no iba a suponer un notable aumento de la demanda por lo que para cubrir esa población se creó la Línea A del Tranvía de Bilbao.

### Nuevas estaciones y soterramientos (desde el año 2002)

#### Estación de Santurce (C-1)
La nueva estación de Santurce fue construida unos 100 metros antes que la anterior estación alejándola del centro. Está ubicada en un característico edificio de vidrio y metal que cubre una singular marquesina inclinada de la que sobresalen unos mástiles. Cuenta con dos andenes, uno lateral y otro central, y con cuatro vías. La obra fue ejecutada por Bilbao Ría 2000 e inaugurada el 10 de julio de 2003. La estación, como su predecesora, conecta con la estación de Bizkaibus de Parkea/Parque aunque el cambio de lugar también perjudicó esta conexión no siendo una conexión tan directa como antes al no estar tan céntrica, no obstante, diferentes obras posteriores han facilitado la conexión. En el mismo edificio de la estación también se encuentran las nuevas instalaciones de DYA de Santurce. 
El espacio que ocupaba la antigua estación de Renfe en Santurce se utilizó como aparcamiento provisional en superficie que posteriormente desapareció para dar lugar a una ampliación del Parque Central creando un aparcamiento subterráneo que imposibilitó un posible soterramiento de la línea ferroviaria a su paso por esa zona. Además, en dicho parque se ha construido un tanque para almacenar agua pluvial con 12.000 m³ de capacidad, gracias al cual el Parque Central no se inundará con las lluvias, y que también impide un soterramiento sencillo o barato de la línea ferroviaria.
Adentrándose en el puerto y tras pasar un paso a nivel se encuentra la estación de Bilbao-Mercancías únicamente utilizada para dichos trenes de mercancías (no pertenece a la línea de cercanías pero está conectada con ella), motivo por el cual no se puede suprimir dicho paso a nivel y un soterrameinto es prácticamente inviable debido a las construcciones, antes mencionadas, realizadas en la zona.

#### Estación de La Peña (C-3)
La estación de La Peña fue inaugurada el 25 de enero de 2005. La estación se asienta sobre una ladera. Las obras de construcción de la estación implicaron también la reurbanización de la zona, así como la habilitación de una nueva plaza junto a la estación. Además, se han realizado diversos trabajos de regeneración paisajística.

#### Estación de Miribilla (C-3)
La estación de Miribilla fue inaugurada el 18 de diciembre de 2008. Unos grandes ascensores permiten la conexión del nuevo barrio bilbaíno con la red de cercanías operada por Renfe, enlanzando la estación con la terminal de Abando en dos minutos.

#### Estación de Amurrio-Iparralde (C-3)
Tras la finalización de las obras de la estación de los barrios de Alkinar y San José, en Amurrio, entre las estaciones de Amurrio y Salbio, se puso en funcionamiento la estación Amurrio-Iparralde el 19 de noviembre de 2009.

#### Otras
En 2009 finalizó el semi-soterramiento de la línea entre la estación de Desierto-Baracaldo y el puente de Róntegui con un túnel con capacidad para tres vías aunque solo haya dos.

### Integración tarifaria con Cercanías AM y entrada de la C-4
El 31 de diciembre de 2012, el estado disolvió Feve y con ello, la B-1 Bilbao-Valmaseda pasó a ser la C-4f en el núcleo de Renfe Feve, más tarde renombrado a Renfe Cercanías AM. El 17 de julio de 2023, la integración tarifaria en Asturias, Cantabria y Bilbao movió oficialmente la línea de ancho métrico al núcleo de Bilbao y se renombró a C-4.

### Estaciones en proyecto

#### Estación de Olabeaga (C-1 y C-2)

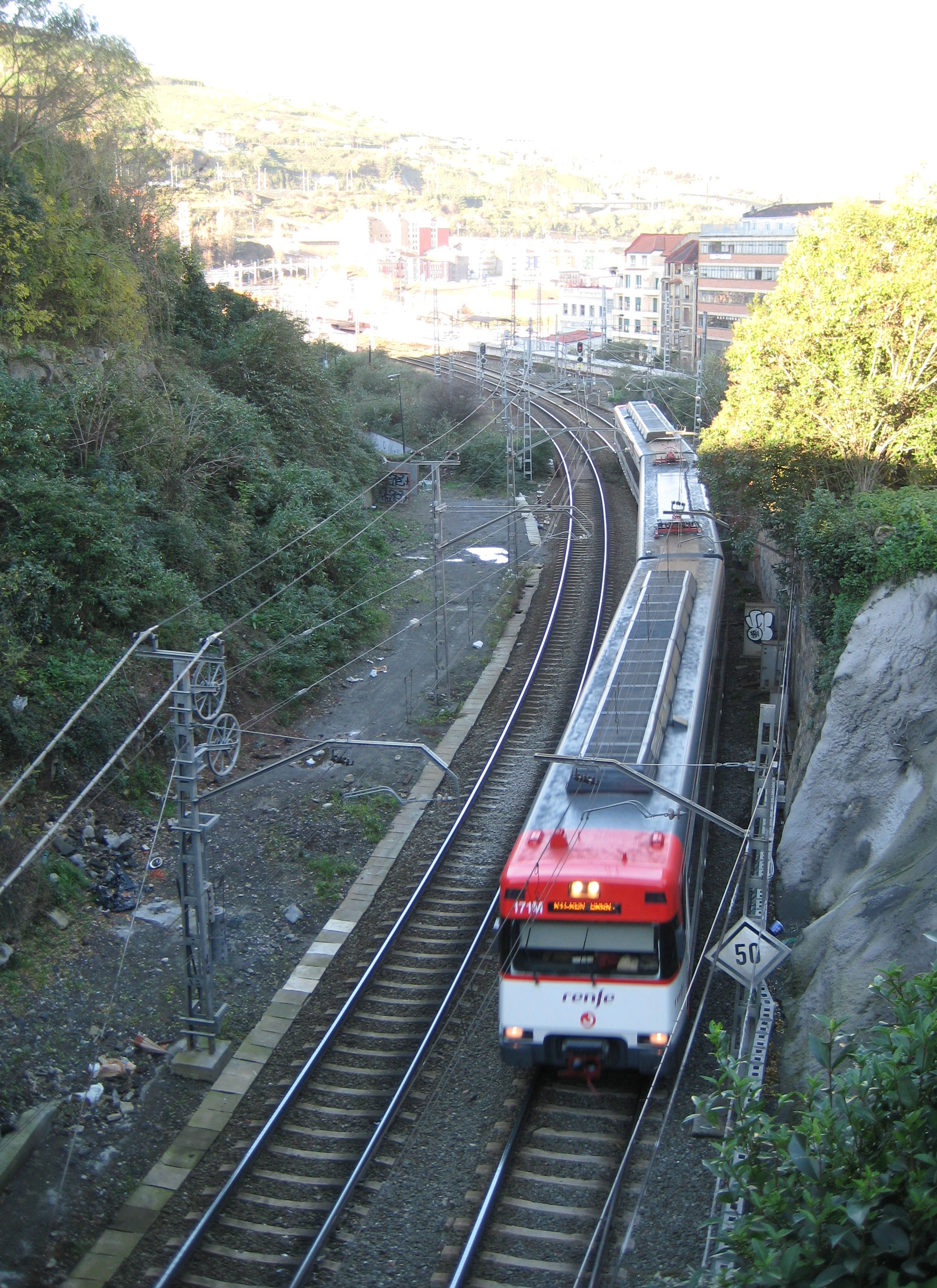
Tren saliendo de la estación de Olabeaga hacia San Mamés, en 2007.

Está previsto hacer una remodelación completa de la estación de Olabeaga, cubriendo vías y soterrándola, dentro de la operación integral Basurto-Olabeaga.

#### Estaciones de Luchana y Burceña (C-1 y C-2)
Se reubicará la estación para dar servicio al nuevo núcleo urbano junto al complejo Puerta Bizkaia (anteriormente conocido como Torres Sefanitro). Con la reubicación de la estación de Luchana y la apertura del futuro parque empresarial de Burceña se abre la posibilidad de colocar una estación en este barrio baracaldés aunque todo dependería de la ubicación exacta de la nueva estación de Luchana.

#### Estación de Baracaldo (C-1 y C-2)
Bilbao Ría 2000 construirá una nueva estación en Baracaldo, cubierta. Se construirá un edificio, y en la parte superior de éste se habilitará una plaza con un gran cubo de cristal, desde donde se accederá a los andenes. Además, se crearán nuevos accesos, con un puente, un ascensor, escaleras y rampas mecánicas. Existirán accesos a ambos lados del edificio, en el paseo del Ferrocarril y la travesía de Murrieta, y todos ellos llegarán a un vestíbulo acristalado, desde donde se bajará a los andenes. En paralelo a las vías de la nueva estación se abrirá un paseo que una la estación con el polideportivo de Lasesarre. Las obras costarán 8,15 millones de €.

#### Estación Intermodal de Urbinaga
Desde el proyecto de llegada del metro a ese barrio se ha estado estudiando la posibilidad de construir una estación intermodal en dicho barrio de Sestao que sirva como nudo entre Metro Bilbao y Renfe Cercanías, y posteriormente también incluidos en el proyecto la conexión con los tranvías del Tranvía UPV-Lejona-Urbinaga y el Tranvía de Baracaldo. La estación estaría situada entre la de Baracaldo y la actual de Sestao, si bien se prevé que la nueva intermodal de Urbinaga haga suprimir a la estación actual de Sestao, haciendo que la estación de La Iberia se renombre por Sestao o Sestao-La Iberia.

#### La Iberia (C-1)
Se reubicará la estación para dar servicio al nuevo Museo de la Siderurgia que se construirá en el Horno Alto 1 de Altos Hornos de Vizcaya. Además se prevé la modificación del nombre de la estación por Sestao o La Iberia-Sestao si finalmente se suprime la actual parada de Sestao.

#### Estación de Portugalete (C-1)
Se soterrará la estación de Portugalete, se construirá una galería comercial en la nueva estación y unos ascensores comunicarán la calle Sotera de la Mier con la estación portugaluja.

#### Estación Puente Colgante (C-1)
Desde el 2008 se está barajando la posibilidad de construir un nuevo apeadero en Portugalete, junto al Puente Colgante, entre las estaciones de Peñota y Portugalete, que actuaría como nudo entre Renfe Cercanías y el Transbordador de Vizcaya. Desde la inauguración del túnel de Portugalete están habilitados los andenes pero nunca se ha llegado a horadar la salida.

#### Estación de Aranguren Apeadero (C-4)
Como parte del proyecto antiinundaciones de Zalla, ADIF estudia reordenar la vía para adelantar la unión de los ferrocarriles Santander-Bilbao y Asunción-Aranguren, eliminando así un kilómetro de vías que transcurren casi paralelas. Con ello, la estación de Aranguren Apeadero desaparecería de la línea.

#### Desdoblamiento de la vía de la C-4
Existe un plan para desdoblar la vía y aumentar así la fiabilidad y reducir los efectos de las averías puntuales en otros trenes desde 2009, aunque no ha habido progresos.La C-4 es de vía única desde Zaramillo hasta la Calzada, teniendo que cruzarse los trenes en las estaciones con dos vías de Sodupe, Aranguren, Zalla o Valmaseda. 

## Billetes y tarifas
- Billete sencillo: válido para un viaje durante las dos horas siguientes a su expedición.

Tarifas: 1 zona: 1,80€; 2 zonas: 1,95€; 3 zonas: 2,05€; 4 zonas: 2,60€; 5 zonas: 3,35€
- Barik (solo barik Kide): válido para viajar en todos los transportes públicos de Vizcaya a un precio reducido, con descuentos en los transbordos.

Tarifas: 1 zona: 1,06€; 2 zonas: 1,41€; 3 zonas: 1,56€; 4 zonas: 1,91€; 5 zonas: 2,46€
- Abono Mensual: personal e intransferible. Válido para dos viajes diarios durante un mes, desde el día X (fecha de inicio de validez) hasta el día X-1 del mes siguiente.

Tarifas: 1 zona: 32,40€; 2 zonas: 35,20€; 3 zonas: 39,60€; 4 zonas: 57,10€; 5 zonas: 67,55€
- Abono Mensual Ilimitado: personal e intransferible. Válido para viajes ilimitados durante un mes, desde el día X (fecha de inicio de validez) hasta el día X-1 del mes siguiente.

Tarifas: 1 zona: 49,10€; 2 zonas: 53,30€; 3 zonas: 55,65€; 4 zonas: 65,30€; 5 zonas: 74,40€
- Otros: menores de 6 años: gratis. Grupos (de mínimo 10 personas): descuento del 30% hasta el 50% (dependiendo la edad). Tarjeta dorada (mayores de 60 años o minusvalías superiores al 33%): 40% de descuento. Familia numerosa: 20% de descuento (categoría general) o 50% (categoría especial).

### Histórico de tarifas
En los últimos años las tarifas han aumentado más del 40%. Asimismo, los tipos de billetes han disminuido reduciéndo las alternativas para diferentes tipos de usuarios (de 7 billetes a 4). Este es el listado de tarifas y sus precios (en euros) desde el año 2007 hasta el 2015. A destacar el cambio de zonificación producida en el año 2010 para mitigar el hecho de que ya no tuviesen la misma tarifa un viaje de 1 y 2 zonas y la introducción de los billetes del Consorcio de Transportes de Bizkaia, en ese mismo año, que produjeron que el precio medio del billete bajase, aun así manteniéndose por encima de la media de otros medios de transporte.